# Jean Selic
Jean Selic (né le 16 août 1934 à Sorbiers dans la Loire) est un coureur cycliste français, professionnel de 1960 à 1962.

## Biographie
Jean Selic passe professionnel en 1960 dans l'équipe Liberia-Grammont. Dès sa première saison, il se distingue en remportant une étape du Tour de Suisse, qu'il termine à la dixième place. L'année suivante, il se classe sixième du Grand Prix des Nations. 
En 1962, il participe au Tour d'Italie et au Tour de France. Il redescend ensuite chez les amateurs, où il continue à courir pendant plusieurs saisons. 

## Palmarès
- 1958
  - 2e du Tour de la Loire
- 1959
  - 2e du Grand Prix de l'Équipe et du CV 19e
- 1960
  - 6e étape du Tour de Suisse
  - 3e de la Polymultipliée lyonnaise
  - 10e du Tour de Suisse
- 1962
  - 3e des Boucles Roquevairoises
- 1963
  - 2e du Circuit des Monts du Livradois
  - 3e du Grand Prix de Saint-Symphorien-sur-Coise

## Résultats sur les grands tours

### Tour de France
1 participation
- 1962 : 90e

### Tour d'Italie
1 participation
- 1962 : abandon (14e étape)